# Великий Ліс (лісовий заказник, Вовчанський район)
Великий Ліс — лісовий заказник місцевого значення. Об'єкт розташований на території Вовчанського району Харківської області, Старицьке лісництво, квартал 16.
Площа — 58 га, статус отриманий у 1984 році.
Охороняється ділянка дубового лісу на плато і схилах високого правого берега долини річки Сіверський Донець, де зростають типові для Лівобережного Лісостепу угруповання свіжої кленово-липової діброви, занесені до Зеленої книги України. Має велике водоохоронне та ґрунтозахисне значення.